# مغناطيسية متبقية

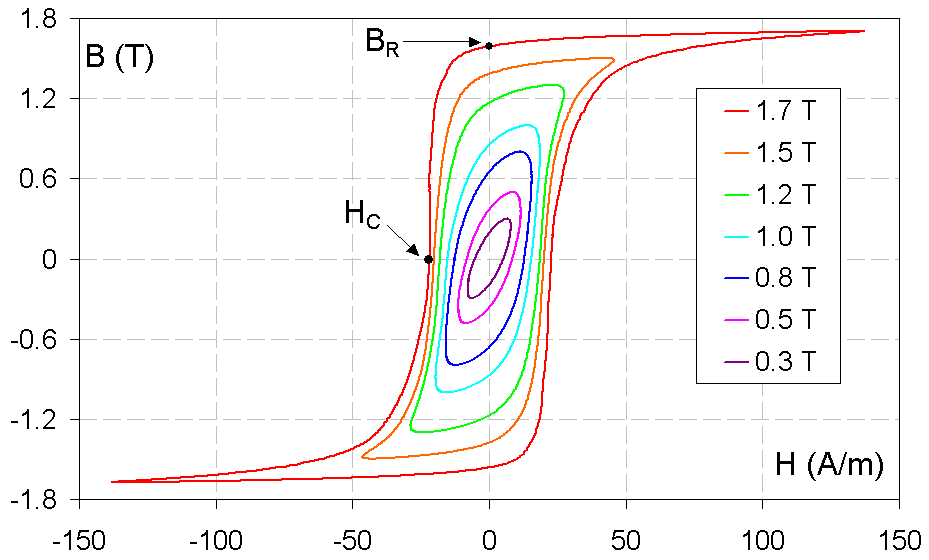
عدة منحنيات للمغناطيسية للحديد عند شدة مجالات مغناطيسية مختلفة. المحور الأفقي يبين شدة المجال الخارجي والمحور الرأسي يبين تغير مغناطيسية المادة مع تغير شدة المجال الخارجي. تسمى النقطة (المغناطيسية المتبقية والنقطة قهرية.

المغناطيسية المتبقية (ملاحظة 1) (بالإنجليزية: Remanence)‏ في فيزياء المغناطيسية يدل على القدرة على الاحتفاظ ببعض المغناطيسيّة بعد زوال المجال المغناطيسي الخارجي. ومن العناصر توجد ما تتسم بهذه الخاصية بدرجة عالية، ومن المواد العالية الاستبقاء الحديد والكوبلت والنيكل وتسمى مواد ذات مغناطيسية حديدية لأنها قابلة للمغنطة بسبب وجود المغناطيسية فيها أصلا على هيئة «حبيبات» صغيرة domains، كل منها يُعتبر مغناطيسا بمفرده. إلا أن اتجاه المغناطيسية يختلف من حبيبة إلى حبيبة بحيث تصبح محصلتهم المغناطيسية تساوي صفرا. فإذا سُلط على الحديد مثلا مجال مغناطيسي خارجي، رتبت تلك الحبيبات اتجاه مغناطيسيتها بحيث تكون موازية للمجال المغناطيسي الخارجي ويصبح الحديد ممغنطاً. فإذا زال المجال الخارجي، عادت الاتجاهات المغناطيسية للحبيبات إلى وضعها الأصلي العشوائي وتختفي محصلة المغناطيسية، إلا أن قيمتها لا تعود إلى الصفر ثانية، بل يبقى أثر بسيط من المغناطيسية وهذا الأثر البسيط مايسمى بالمغناطيسية المتبقية.
يبين الشكل عدة دورات للمغناطيسية حيث يسلط مجال مغناطيسي خارجي على قطعة الحديد بادئا من الصفر ويتزايد، فتتزايد مغناطيسية الحديد، ثم يبدأ خفض المجال المغناطيسي الخارجي فتنخفض أيضا مغناطيسية قطعة الحديد ولكنها لا تساوي مقدارها أثناء زيادة المجال المغناطيسي الخارجي. فمثلا تبين النقطة ({\displaystyle B_{R}} وجود مغناطيسية للحديد رغم أن شدة المجال المغناطيسي الخارجي قد وصلت إلى الصفر، وتسمى تلك النقطة استبقائية مغناطيسية. ومن أجل خفض المغناطيسية لقطعة الحديد إلى الصفر يلزم تسليط مجال مغناطيسي خارجي عكسي (يسار المحور الأفقي) فتختفي مغناطيسية القطعة الحديدية عند النقطة {\displaystyle B_{C}} وتسمى تلك النقطة نقطة قهرية، وهي تعبر عن مقاومة قطعة الحديد لفقد مغناطيسيتها.
تُستعمل المواد المغناطيسية كثيرا في المكونات الكهربائية والإلكترونية، مثل ملفات الحث والمحولات وفي المولدات الكهربائية وغيرها. ومما يحسن جودة هذه المكونات أن لا يكون لها استبقائية مغناطيسية أو تكون الاستباقية المغناطيسية فيها قليلة جدًا. ويمكن التحكم في ذلك باختيار نقاوة المادة ومعالجتها حراريا بنظام معين لكي تكون خالية من الاستبقائية.

## هوامش
- ملاحظة 1 المرادفات: الاستبقائية[3] أو المحتفظية[3] أو الدفق المغناطيسي المتخلف